# Lewis Ormond
Lewis Ormond (5 de fevereiro de 1994) é um ruguebolista de sevens neozelandês.

## Carreira
Lewis Ormond integrou o elenco da Seleção Neozelandesa de Rugby Sevens 5º colocada na Rio 2016.